# Референдумы в Швейцарии (1866)
Референдумы в Швейцарии проходили 14 января 1866 года. Из девяти предложений только два получили большинство голосов избирателей и лишь один из них — большинство голосов кантонов.

## Избирательная система
Для одобрения предложения необходимо было двойное большинство: большинство от общего числа голосов избирателей и большинство кантонов. Решение кантона рассчитывалось на базе голосов избирателей кантона. При этом кантон считался как один голос, а полукантон — как 1/2 голоса.

## Результаты
- Предложение I — веса и меры

| Выбор                              | Общее голосование | Общее голосование | Кантоны | Кантоны | Кантоны |
| Выбор                              | Голосов           | %                 | Полных  | Полу-   | Всего   |
| ---------------------------------- | ----------------- | ----------------- | ------- | ------- | ------- |
| За                                 | 159 182           | 50,4              | 8       | 3       | 9.5     |
| Против                             | 156 396           | 49,6              | 11      | 3       | 12.5    |
| Недействительных/пустых бюллетеней |                   | –                 | –       | –       | –       |
| Всего                              | 315 578           | 100               | 19      | 6       | 22      |
| Источник: Nohlen & Stöver          |                   |                   |         |         |         |

- Предложение II — равные права в поселениях для евреев и натурализованных граждан

| Выбор                              | Общее голосование | Общее голосование | Кантоны | Кантоны | Кантоны |
| Выбор                              | Голосов           | %                 | Полных  | Полу-   | Всего   |
| ---------------------------------- | ----------------- | ----------------- | ------- | ------- | ------- |
| За                                 | 170 032           | 53,2              | 11      | 3       | 12.5    |
| Против                             | 149 401           | 46,8              | 8       | 3       | 9.5     |
| Недействительных/пустых бюллетеней |                   | –                 | –       | –       | –       |
| Всего                              | 319 433           | 100               | 19      | 6       | 22      |
| Источник: Nohlen & Stöver          |                   |                   |         |         |         |

- Предложение III — местное избирательное право для поселенцев

| Выбор                              | Общее голосование | Общее голосование | Кантоны | Кантоны | Кантоны |
| Выбор                              | Голосов           | %                 | Полных  | Полу-   | Всего   |
| ---------------------------------- | ----------------- | ----------------- | ------- | ------- | ------- |
| За                                 | 137 321           | 43,1              | 7       | 2       | 8       |
| Против                             | 181 441           | 56,9              | 12      | 4       | 14      |
| Недействительных/пустых бюллетеней |                   | –                 | –       | –       | –       |
| Всего                              | 318 762           | 100               | 19      | 6       | 22      |
| Источник: Nohlen & Stöver          |                   |                   |         |         |         |

- Предложение IV — налогообложение и гражданские права поселенцев

| Выбор                              | Общее голосование | Общее голосование | Кантоны | Кантоны | Кантоны |
| Выбор                              | Голосов           | %                 | Полных  | Полу-   | Всего   |
| ---------------------------------- | ----------------- | ----------------- | ------- | ------- | ------- |
| За                                 | 125 924           | 39,9              | 8       | 2       | 9       |
| Против                             | 189 830           | 60,1              | 11      | 4       | 13      |
| Недействительных/пустых бюллетеней |                   | –                 | –       | –       | –       |
| Всего                              | 315 754           | 100               | 19      | 6       | 22      |
| Источник: Nohlen & Stöver          |                   |                   |         |         |         |

- Предложение V — кантональнальное избирательные права для поселенцев

| Выбор                              | Общее голосование | Общее голосование | Кантоны | Кантоны | Кантоны |
| Выбор                              | Голосов           | %                 | Полных  | Полу-   | Всего   |
| ---------------------------------- | ----------------- | ----------------- | ------- | ------- | ------- |
| За                                 | 153 469           | 48,1              | 9       | 2       | 10      |
| Против                             | 165 679           | 51,9              | 10      | 4       | 12      |
| Недействительных/пустых бюллетеней |                   | –                 | –       | –       | –       |
| Всего                              | 319 148           | 100               | 19      | 6       | 22      |
| Источник: Nohlen & Stöver          |                   |                   |         |         |         |

- Предложение VI — религиозные и культурологические свободы

| Выбор                              | Общее голосование | Общее голосование | Кантоны | Кантоны | Кантоны |
| Выбор                              | Голосов           | %                 | Полных  | Полу-   | Всего   |
| ---------------------------------- | ----------------- | ----------------- | ------- | ------- | ------- |
| За                                 | 157 629           | 49,2              | 10      | 2       | 11      |
| Против                             | 162 992           | 50,8              | 9       | 4       | 11      |
| Недействительных/пустых бюллетеней |                   | –                 | –       | –       | –       |
| Всего                              | 320 621           | 100               | 19      | 6       | 22      |
| Источник: Nohlen & Stöver          |                   |                   |         |         |         |

- Предложение VII — уголовное право

| Выбор                              | Общее голосование | Общее голосование | Кантоны | Кантоны | Кантоны |
| Выбор                              | Голосов           | %                 | Полных  | Полу-   | Всего   |
| ---------------------------------- | ----------------- | ----------------- | ------- | ------- | ------- |
| За                                 | 108 364           | 34,2              | 6       | 1       | 6.5     |
| Против                             | 208 619           | 65,8              | 13      | 5       | 15.5    |
| Недействительных/пустых бюллетеней |                   | –                 | –       | –       | –       |
| Всего                              | 316 983           | 100               | 19      | 6       | 22      |
| Источник: Nohlen & Stöver          |                   |                   |         |         |         |

- Предложение VIII — авторское право

| Выбор                              | Общее голосование | Общее голосование | Кантоны | Кантоны | Кантоны |
| Выбор                              | Голосов           | %                 | Полных  | Полу-   | Всего   |
| ---------------------------------- | ----------------- | ----------------- | ------- | ------- | ------- |
| За                                 | 137 476           | 43,7              | 8       | 3       | 9.5     |
| Против                             | 177 386           | 56,3              | 11      | 3       | 12.5    |
| Недействительных/пустых бюллетеней |                   | –                 | –       | –       | –       |
| Всего                              | 314 862           | 100               | 19      | 6       | 22      |
| Источник: Nohlen & Stöver          |                   |                   |         |         |         |

- Предложение IX — запрет на азартные игры и лотереи

| Выбор                              | Общее голосование | Общее голосование | Кантоны | Кантоны | Кантоны |
| Выбор                              | Голосов           | %                 | Полных  | Полу-   | Всего   |
| ---------------------------------- | ----------------- | ----------------- | ------- | ------- | ------- |
| За                                 | 139 062           | 44,0              | 8       | 3       | 9.5     |
| Против                             | 176 788           | 56,0              | 11      | 3       | 12.5    |
| Недействительных/пустых бюллетеней |                   | –                 | –       | –       | –       |
| Всего                              | 315 850           | 100               | 19      | 6       | 22      |
| Источник: Nohlen & Stöver          |                   |                   |         |         |         |